# Rhododendron zaleucum
Rhododendron zaleucum är en ljungväxtart som beskrevs av I. B. Balf. och W. W. Smith. Rhododendron zaleucum ingår i släktet rododendron, och familjen ljungväxter.

## Underarter
Arten delas in i följande underarter:
- R. z. flaviflorum
- R. z. pubifolium